# アテッラ
アテッラ（イタリア語: Atella）は、イタリア共和国バジリカータ州ポテンツァ県にある、人口約3,800人の基礎自治体（コムーネ）。

## 地理

### 位置・広がり

#### 隣接コムーネ
隣接するコムーネは以下の通り。括弧内のAVはアヴェッリーノ県（カンパニア州）所属を示す。
- アヴィリアーノ
- ベッラ
- カリトリ (AV)
- フィリアーノ
- リオネーロ・イン・ヴルトゥレ
- リパカンディダ
- ルーヴォ・デル・モンテ
- サン・フェーレ

## 行政

### 分離集落
アテッラには、以下の分離集落（フラツィオーネ）がある。
- Monticchio Laghi, Montesirico, Sant'Andrea, Sant'Ilario